# Beat Fuchs
Beat Fuchs (* 14. März 1948) ist ein Politiker (FDP) aus Buochs im Schweizer Kanton Nidwalden.
Seit 1998 ist er im Regierungsrat. Er amtiert als Justiz- und Sicherheitsdirektor und stellvertretender Baudirektor. Nebenbei ist er im Verwaltungsrat der Nidwaldner Gebäude- und Mobiliarversicherung und in verschiedenen Kommissionen.